# Cándido Bareiro

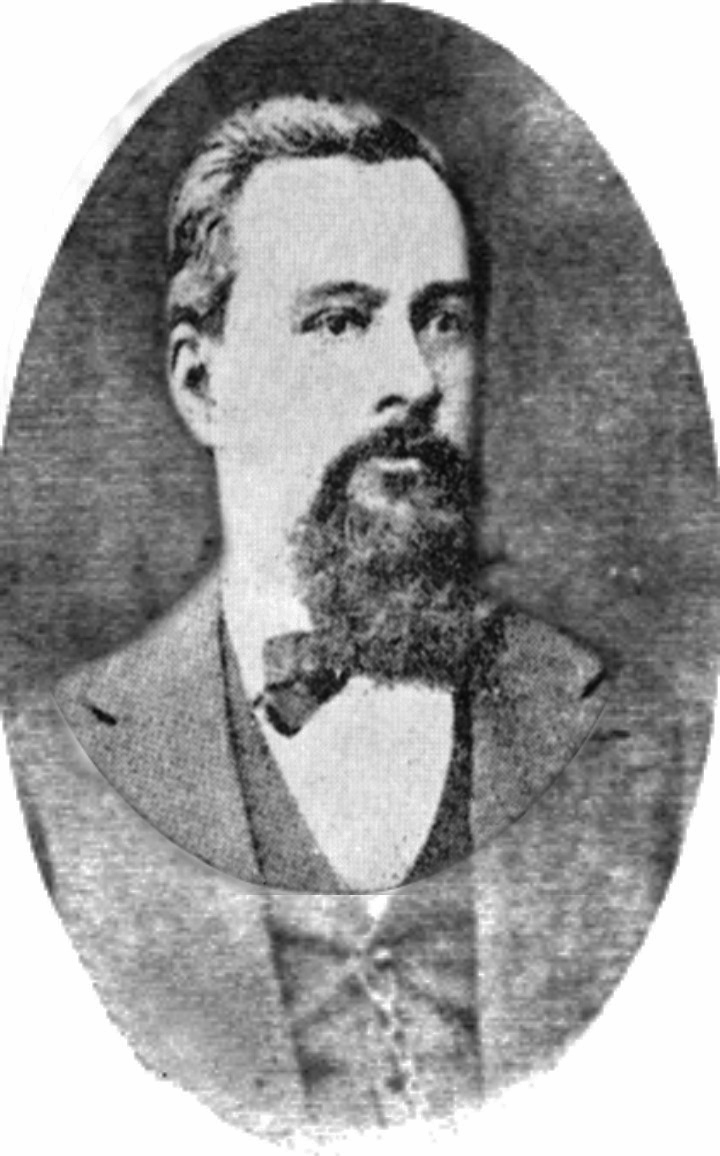
Cándido Bareiro

Cándido Pastor Bareiro Caballero (* 27. Oktober 1833 in Luque, Departamento Central, Paraguay; † 4. September 1880 in Asunción) war ein paraguayischer Politiker, der zwischen 1878 und 1880 Präsident von Paraguay war.

## Leben
Bareiro wurde 1864 von Präsident Francisco Solano López zum Geschäftsträger im Vereinigten Königreich und Frankreich ernannt und 1867 von diesem Posten während des Tripel-Allianz-Krieges abberufen, einem Kampf Paraguays gegen die verbündeten Staaten Argentinien, Brasilien und Uruguay. Während der Präsidentschaft von Salvador Jovellanos war er 1874 kurzzeitig Außenminister und später während der Präsidentschaft von Juan Bautista Gill zwischen 1875 und 1876 Gesandter im Vereinigten Königreich.
Am 25. November 1878 wurde Bareiro nach dem Rücktritt von Higinio Uriarte als dessen Nachfolger schließlich selbst achter Präsident von Paraguay. Er garantierte dem früheren Präsidenten Cirilo Antonio Rivarola, der im Oktober 1877 einen missglückten Staatsstreich gegen Präsident Uriarte unternommen hatte, die Rückkehr nach Asunción, wobei dieser dann jedoch auf Anweisung von Kriegsminister Bernardino Caballero von unbekannten Maskierten erstochen wurde. Das Amt des Präsidenten bekleidete er bis zu seinem Tode in Folge eines Schlaganfalls am 4. September 1880, woraufhin Bernardino Caballero seine Nachfolge antrat.

## Weblink
- Eintrag in rulers.org